# Scutellaria glaphymstachys
Scutellaria glaphymstachys là một loài thực vật có hoa trong họ Hoa môi. Loài này được Rech.f. miêu tả khoa học đầu tiên năm 1941.